# Мерило Праведное
Мери́ло Пра́ведное («весы правосудия», название дано в современной литературе по начальным словам: «сиꙗ книги мѣрило правєдноѥ. извѣсъ истиньнꙑи…») — древнерусский сборник церковно-канонического и юридического характера.
Адресатом этого «богословско-юридического» труда — в который вошли как нравоучительные тексты, так и памятники церковного и светского права — был князь (какой именно, неизвестно; в известных списках читаются разные имена).
Считается, что Мерило Праведное было создано в конце XIII — начале XIV века; надежное прочтение имени Михаила Ярославича в Троицком — старшем из известных списков — указывает на период не позднее второго десятилетия XIV века. Современный текстологический анализ этого и связанных с ним других памятников указывает на 1273—1294 годы как наиболее вероятный период составления Мерила Праведного. Предполагается также, что составителем мог быть ростовский черноризец Иаков, автор послания ростовскому князю Дмитрию Борисовичу (умер в 1294 году). Не исключено тождество этого Иакова Черноризца и Иакова, который был владимирским епископом в 1288—1295 годах.
Троицкий список второй половины XIV века содержит, как считается, наиболее исправный (но не древнейший) список Пространной редакции Русской Правды (Троицкий I список). Мерило Праведное содержит наиболее полное для древнерусской письменности собрание византийских по происхождению юридических текстов, а также наиболее ранний славянский список Эклоги.

## Списки
Известно 4 списка памятника:
- Троицкий XIV века,
- Синодальный 525 конца XV века,
- ГИМ Синодальный 524 1587,
- РНБ К/Б № 143 1222, (2-я половина XVI века)[7].

## Состав

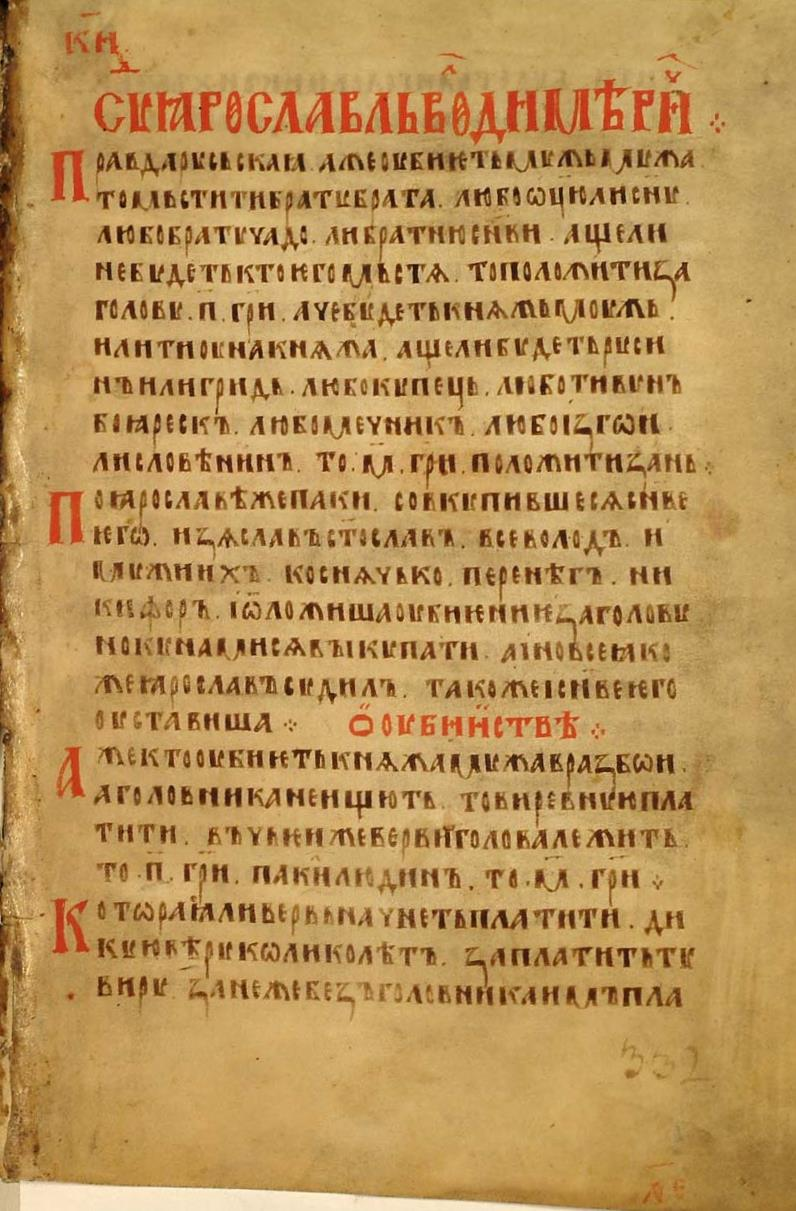
Начало Русской Правды Пространной редакции в Троицком списке

Мерило Праведное состоит из двух частей. Первая содержит слова и поучения, переводные и оригинальные о праведных и неправедных судах. Вторая — так называемый сборник из 30 глав — переводные византийские церковные и светские законы, пересекающиеся с русской редакцией Кормчей книги, а также древнейшие памятники славянского и русского права.

### Первая часть
Первая часть памятника включает слова и поучения о праведных и неправедных судьях и князьях, об их ответственности перед Богом, об обязанности обличения неправедных судей:
- Фрагменты библейских текстов: Псалтирь, Книга притчей Соломоновых, Книга Премудрости Соломона, Исход, Книга пророка Исаии, Книга Премудрости Иисуса, сына Сирахова, Книга пророка Аввакума, Книга пророка Даниила, Евангелие от Иоанна, Послание к Римлянам, Послание к Евреям. Ряд этих текстов приводится в редакции Паремийника.
- Фрагменты из Шестоднева Василия Великого, Пчелы, Пандектов Антиоха Черноризца, Жития Иоанна Милостивого, Изборника 1076 года, Хроники Георгия Амартола, произведений Иоанна Златоуста, Иоанна Лествичника, Анастасия Синаита и др.
- Оригинальные русские статьи: вводная статья, «Наказание» Симеона, епископа Тверского около 1271 года, статья 1015 года из Повести временных лет. Вероятно, русскими по происхождению являются также статьи «О вдовах и сиротах», «Слово о судиях и властелех», «Наказание князем». По мнению М. Н. Тихомирова, автором вводной статьи, обращённой к князю (имя затёрто в Троицком списке), являлся митрополит Киевский Никифор[7].

### Вторая часть
Вторая часть состоит из 30 глав и содержит следующие тексты:
- Тематическая подборка о суде из правил русской редакции Кормчей книги — первые 15 глав о суде, помещённые в соответствии со строгой схемой: 1-я глава — понятие «вина» (преступление); 2-я — о свидетелях; 3-я — о царях и князьях (лицах, наделённых высшей судебной властью); 4-я — о епископах и т. д.
- Византийские юридические памятники: «Избрание от закона Моисеева», Эклога, Собрание в 87 главах новелл Юстиниана, новеллы 137 и 133 в переработанном виде, Прохирон (на Руси известен как Градский закон) в полном составе, три новеллы Алексея Комнина.
- Южнославянский по происхождению юридический памятник Закон судный людем.
- Определение Константинопольского собора 920 года в существенно сокращённом виде;
- Статьи о браке и степенях родства из сербской редакции Кормчей книги;
- Русские юридические памятники: Русская Правда, устав «Правило законно о церковных людех».
- Небольшие статьи, не вошедшие в оглавление[7].

## Происхождение и история

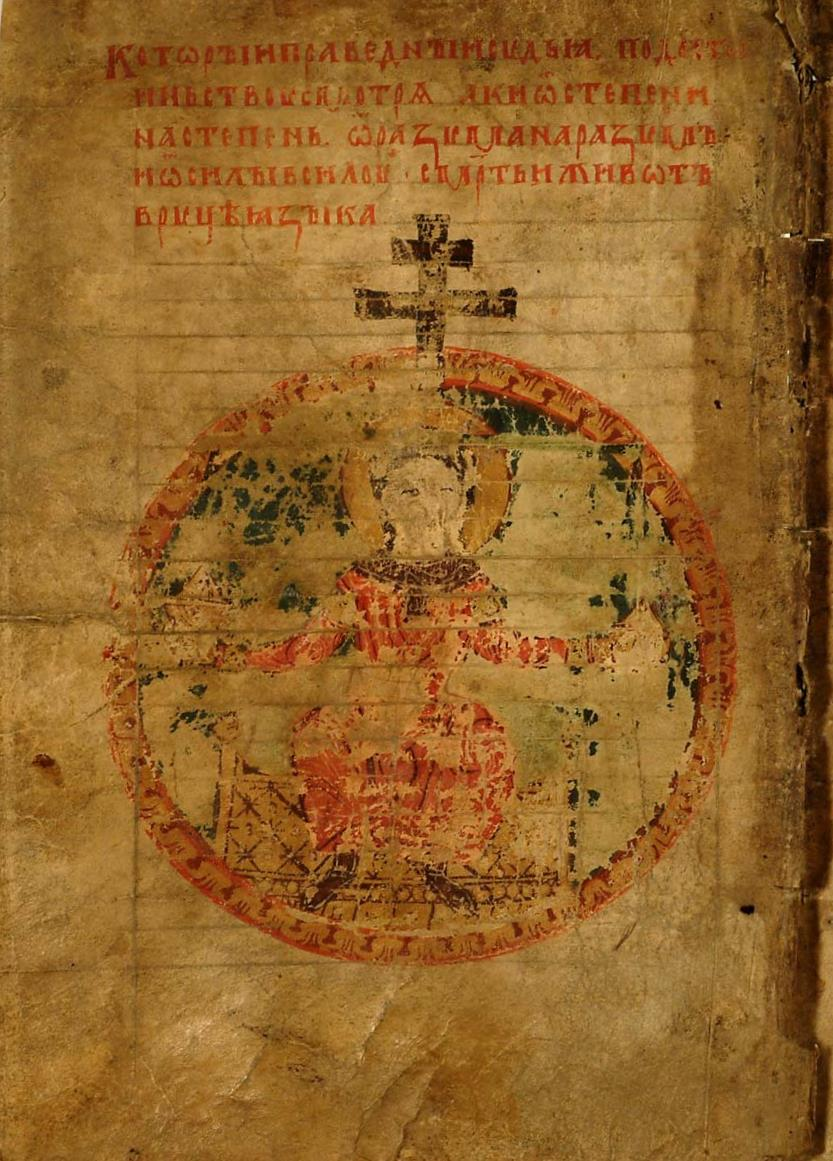
Образ Спасителя под шестиконечным крестом в Троицком списке, лист 1, оборот

Впервые Мерило Праведное было опубликовано в 1961 году М. Н. Тихомировым. Статьи второй части Мерила Праведного и Новгородской Кормчей могли иметь общий протограф. Большая часть исследователей — Д. В. Айналов, В. А. Водов, Г. И. Вздорнов, Л. В. Милов — основываясь на оформлении древнейшей рукописи и наличия в ней «Наказания» епископа Тверского Симеона, считала его тверским памятником. В. А. Кучкин предполагает, что сборник мог попасть в Троице-Сергиев монастырь вместе с другими рукописями, вывезенными из Твери после присоединения Великого княжества Тверского к Русскому государству в 1485 году. Милов указывал на наличие «швов» в тексте памятника, свидетельствующих о вставках дополнительных статей с целью восстановить угасший текст протографа. Учёный также показал, что рукопись использовалась для обучения писцов, что свидетельствует о редактировании текста русским переписчиком. Р. Шнайдер отметил существенное расхождение в редакции учительных текстов с опубликованными русскими памятниками. Собрание новелл Юстиниана в составе памятника обнаруживает следы значительной редакторской работы, направленной на сокращение и прояснение текста.
Во 2-й половине XV века Мерило Праведное было использовано при создании Чудовской редакции Кормчей книги и «Кормчей Ивана Волка Курицына».

## Структура и стилистика
Состав сборника довольно разнообразен. Источниками его статей являлись церковно-богослужебные произведения, церковно-проповедническая, церковно-поучительная, церковно-законодательная литература, памятники византийского и русского светского законодательства. Все эти разнообразные статьи объединены единым замыслом и единой направленностью всего сборника. М. Н. Сперанский отмечал, что Мерило Праведное можно рассматривать как «сознательно сделанный подбор материала, сгруппированного по определённой идее — дать наставление в области суда и практическое пособие в той же области, то есть мы вправе представить Мерило памятником цельным, сложившимся в определённое одно время в главных своих частях».
Состав и структура Мерила Праведного оказали влияние на его стилистику. Разнообразие статей вызвало некоторую разностильность сборника, однако его яркая направленность и однородность содержания организовали текст в единое произведение, характерное более или менее едиными языковыми нормами. Памятник включает три основных группы стилей: поучительно-проповеднический стиль первой части сборника, документально-юридический стиль византийских законов и канонических правил русских и славянских церковников и деловой стиль русских светских правовых текстов. Мерило Праведное принадлежит к числу разностильных русских памятников, совмещающих в себе черты славяно-книжного и народно-разговорного стилей древнерусского литературного языка, и содержит большие предпосылки взаимодействия этих стилей в рамках одного жанра. Наиболее интенсивно это взаимодействие происходило в текстах церковно-делового характера. Язык таких памятников имеет славяно-книжную основу, существенно преобразованную под воздействием содержательной стороны текста. Этот смешанный стиль сориентирован на общие языковые формы и сближен с языком деловых памятников.

## Значение
Мерило Праведное носит учительный характер, свойственный византийским юридическим текстам. Сборник имеет исключительно важное значение для русской правовой традиции, поскольку содержит наиболее полное в древнерусской письменной традиции собрание византийских по происхождению юридических текстов, а также наиболее ранний славянский список Эклоги. Включение русских княжеских постановлений в один ряд с византийскими законодательными актами и упоминание русских князей сразу после благочестивых царей поднимало авторитет русской княжеской власти, формировало у читателя представление о единстве библейской, византийской и русской традиций. Вместе с тем, сборник содержит адресованные князьям обличительные статьи, что также выделяет его среди русских письменных памятников.

## Издания
- Мерило Праведное по рукописи XIV века. Издано под наблюдением и со вступительной статьей академика М. Н. Тихомирова. Изд. АН СССР. — М., 1961.